# Stone Castle
Stone Castle är ett slott i Storbritannien.   Det ligger i grevskapet Kent och riksdelen England, i den sydöstra delen av landet, 29 km öster om huvudstaden London. Stone Castle ligger 35 meter över havet.
Terrängen runt Stone Castle är platt, och sluttar norrut. Runt Stone Castle är det tätbefolkat, med 819 invånare per kvadratkilometer. Närmaste större samhälle är Bexley, 8,9 km väster om Stone Castle. Trakten runt Stone Castle består till största delen av jordbruksmark.